# Arginine
Arginine (afgekort tot Arg of R) is een van de twintig natuurlijk voorkomende aminozuren. Het werd in 1895 voor het eerst geïsoleerd uit hoorn.
Arginine wordt gecodeerd door de codons CGU, CGC, CGA, CGG, AGA en AGG.

## Structuur
De zijketen van arginine bestaat uit een korte koolstofketen met op het einde een guanidiniumgroep. Om die reden is arginine een basisch aminozuur. De zuurgraad van het residu wordt versterkt door resonantie in de guanidiniumgroep.

## Eigenschappen
De zuurconstanten van arginine zijn:
- pKa1 (carboxylgroep) = 2,17[1]
- pKaR (guanidiniumgroep) = 12,48[1]
- pKa2 (aminegroep) = 9,04[1]

Het iso-elektrisch punt ligt bij pH 10,76

## Semi-essentieel aminozuur
Arginine is een semi-essentieel aminozuur. Dat wil zeggen dat het in bepaalde omstandigheden niet meer in voldoende mate kan worden aangemaakt door het lichaam (en dan essentieel kan worden). Zo is arginine een essentieel aminozuur voor kinderen. Volwassenen kunnen, onder normale omstandigheden, voldoende arginine aanmaken uit glutamine, glutaminezuur en proline. Niettemin blijft de inname via de voeding de belangrijkste factor voor het bepalen van de argininestatus, aangezien de biosynthese ervan niet wordt verhoogd in tijden van tekorten of onvoldoende aanvoer via de voeding. De lever kan uit arginine ornithine aanmaken.

## Precursor van stikstofmonoxide
In de jaren '90 van de 20e eeuw werd ontdekt dat L-arginine een precursor is van stikstofmonoxide (NO), een belangrijke biochemische signaalstof in het lichaam. Veel van de fysiologische effecten van arginine kunnen op deze manier worden verklaard. Stikstofmonoxide (vroeger ook wel endothelial-derived relaxing factor genoemd)', is een belangrijke signaalstof die een rol speelt in diverse endotheel-afhankelijke fysiologische effecten in het hart- en bloedvatstelsel. Onder omstandigheden waarbij stikstofmonoxide nodig is voor bepaalde fysiologische functies, kan de hoeveelheid beschikbaar stikstofmonoxide een limiterende factor zijn. Stikstofmonoxide is onder meer nodig voor het bereiken en handhaven van een erectie.
Vanwege de stikstofmonoxidestimulerende effecten van arginine kan het worden ingezet bij onder andere angina pectoris, hoge bloeddruk, hartfalen, hart- en vaatziekten, pre-eclampsie, etalagebenen en impotentie.

## Effect op het immuunsysteem
Arginine heeft een krachtig effect op de werking van het immuunsysteem. Argininesuppletie blijkt de immuunfunctie te stimuleren en blijkt het optreden van post-operatieve infecties te verminderen. Om deze redenen kan het een bijzonder nuttig nutriënt zijn tegen immuundeficiënties, zoals aids. De doseringen die voor dergelijke effecten nodig zijn (meer dan 10 gram per dag), zijn echter veel hoger dan normaal via de voeding kunnen worden binnengekregen.

## Overige toepassingen
In het pancreas zorgt arginine voor de afscheiding van insuline. Onderzoek heeft aangetoond dat een verhoogde dosis van arginine zorgt voor langere en intensere orgasmes. Arginine speelt een belangrijke rol bij de gezondheid van onze lever en een nog belangrijkere rol bij de afbraak van ammoniak. Arginine werkt ook bevorderend voor wondgenezing en om de bloedcirculatie te versnellen van het lichaam.

## Dosering
De doseringen arginine die in klinisch onderzoek worden gebruikt lopen sterk uiteen, van slechts 500 milligram per dag bij oligospermie tot 30 gram per dag bij bijvoorbeeld kanker of pre-eclampsie. Meestal worden doseringen tussen 7 en 15 gram per dag ingezet, maar ook kleinere doses (1-3 gram) worden gebruikt. L-arginine wordt beter opgenomen op een lege maag (dat wil zeggen: zonder de aanwezigheid van andere aminozuren of voedingstoffen).

## Toxicologie en veiligheid
Overdoses zijn zeldzaam maar mogelijk met symptomen zoals: verdikte huid, diarree, hoofdpijn, en (spier)zwakte. Zwangere vrouwen en zogende vrouwen en schizofrene personen moeten extra doses vermijden.